# Anton Pannekoek
Antonie Pannekoek (Vaassen, 2 de janeiro de 1873 — Wageningen, 28 de abril de 1960) foi um astrônomo, filósofo, historiador e teórico marxista holandês.

## Vida
Já no início do século XX era um renomado astrônomo. Ele iniciou sua militância política na social-democracia neerlandesa e sempre manteve contato com a social-democracia alemã.
Escreveu em vários periódicos social-democratas onde ministrou cursos diversos relacionado aos seus estudos. Na Alemanha, suas teorias exerceram bastante influência política. E, com o desenvolvimento cada vez mais conservador da social-democracia, ele se alia às tendências mais radicais do movimento socialista mundial (Lênin, Rosa Luxemburgo) e forma um grupo oposicionista nos Países Baixos, juntamente com o poeta e militante Herman Gorter.
Com o desenvolvimento da Revolução Russa, Pannekoek irá romper também com o leninismo e, junto com grupos em outros países, irá se opor tanto à social-democracia como também ao bolchevismo. A Social-democracia era vista como uma tendência burguesa que já não tinha mais nada a ver com o marxismo, e o bolchevismo também possuía um caráter semi-burguês, tal como se vê na filosofia de Lênin, inspirada no materialismo burguês e mecanicista do século XVIII.
Na década de 1920, na Alemanha, as lutas dos trabalhadores repetem a formação dos conselhos operários e os partidos políticos de esquerda acabam se colocando contratais conselhos, o que provoca uma evolução de Pannekoek, Gorter, Otto Rühle Karl Korsch entre outros nos Países Baixos. Na Alemanha, no sentido de realizar uma crítica dos partidos políticos e dos sindicatos, vendo nos conselhos operários o embrião da futura sociedade comunista, bem como sua forma de auto-organização emancipadora no período revolucionário.
Assim, Pannekoek se torna o teórico dos conselhos operários e um dos principais representantes do chamado comunismo de conselhos. A visão de Pannekoek da Revolução Russa é a de que, ela se caracteriza por ser uma - contrarrevolução burocrática - que criou um regime denominado por ele como capitalismo de estado. A tese básica de Pannekoek é retomada de Marx: "A emancipação dos trabalhadores é obra dos próprios trabalhadores" e os conselhos operários são os órgãos do processo revolucionário e da nova sociedade fundada na autogestão.

## Publicações

### Escritos científicos
- Untersuchungen über den Lichtwechsel Algols (1902)[1]
- De wonderbouw der wereld - de grondslagen van ons sterrekundig wereldbeeld populair uiteengezet (1916, 1920, 1924)[2]
- De astrologie en hare beteekenis voor de ontwikkeling der sterrekunde (1916)
- The distance of the Milky Way (1919)
- Die nördliche Milchstrasse (1920)
- Ionization in stellar atmospheres (1922)
- De astrophysica en hare moderne ontwikkeling (1925)
- Results of observations of the total solar eclipse of June 29, 1927 - 1: Photometry of the flash spectrum (1928) com Marcel Minnaert
- Results of observations of the total solar eclipse of June 29, 1927 - 2: Photometry of the chromosphere and the corona (1930) with N.W. Doorn
- The influence of collisions on the formation of the Fraunhofer lines (1931)
- The theoretical intensities of absorption lines in stellar spectra (1935)
- Antropogenese. Een studie over het ontstaan van de mens (1944)
- Photographic photometry of the southern Milky Way (1949); com David Koelbloed
- Line intensities in spectra of advanced type (1950)
  - English: Anthropogenesis: A study of the origin of man (1953)
- De groei van ons wereldbeeld - een geschiedenis van de sterrekunde (1951)
  - English: A History of Astronomy (1961)

### Escritos políticos e filosóficos
- Ethik und Sozialismus - Umwälzungen im Zukunftsstaat (1906)
- Religion und Sozialismus - ein Vortrag (1906)
- Godsdienst en socialisme - voordracht, op 14 September 1905 te Bremen gehouden (1907)
- Ethiek en socialisme (1907)
- Marxisme en revisionisme (1907); com Herman Gorter
- Omwentelingen in den toekomststaat (1907)
- Der Kampf der Arbeiter : sieben Aufsaetze aus der Leipziger Volkszeitung (1907)
- Het marxisme / pro: A. Pannekoek, contra: M.W.F. Treub (1908); com Marie Willem Frederik Treub
- Darwinisme en marxisme (1909)
- Die taktischen Differenzen in der Arbeiterbewegung (1909)
- Uit de voorgeschiedenis van den wereldoorlog (1915)
- De oorlog : zijn oorsprong en zijn bestrijding (ca. 1915)
- "The Third International," International Socialist Review, vol. 17, no. 7 (Jan, 1917), pp. 460–462.
- Lenin als Philosoph(1938) pseud.: J. Harper
  - English: Lenin as Philosopher: A Critical Examination of the Philosophical Basis of Leninism. (1948)
  - Dutch: Lenin als filosoof. Een kritische beschouwing over de filosofische grondslagen van het Leninisme (1973)
- De arbeidersraden (1946) pseud.: P. Aartsz
  - English: Workers' Councils(1947)

## Homenagens
- 1951 - Medalha de Ouro da Royal Astronomical Society[3]